# Aceratherium
Aceratherium – wymarły rodzaj ssaków z rodziny nosorożcowatych, z podrodziny Aceratheriinae. Należące do niego gatunki zamieszkiwały Afrykę i Azję od epoki oligoceńskiej do pliocenu, żyjąc pomiędzy 33,9 a 3,6 miliona lat temu. Egzystował więc on przez ponad 30 milionów lat.

## Taksonomia

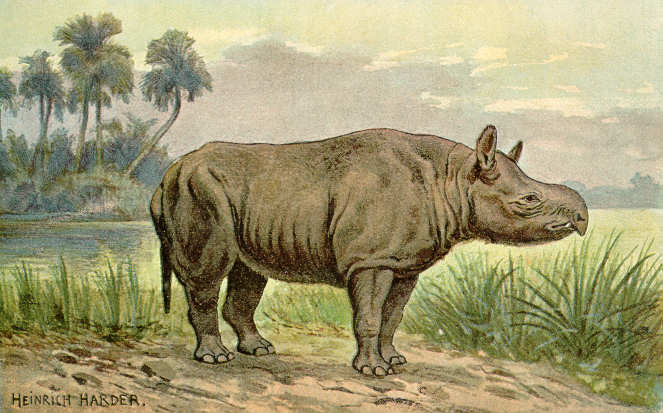
Rekonstrukcja autorstwa Heinricha Hardera

Aceratherium nazwane zostało przez Kaupa (1832). Do rodziny nosorożców przypisał je Carroll (1988); w plemieniu Aceratherini widzieli je Kaya & Heissig (2001).